# 和田村 (新潟県)
和田村（わだむら）は、かつて新潟県中頸城郡にあった村。

## 沿革
- 1901年（明治34年）11月1日 - 中頸城郡下板倉村、大和村、大倉村及び国明村が合併して、中頸城郡和田村が発足する。
- 1927年（昭和2年）2月 - 8日頃から大雪となり信越本線の列車が各駅で立ち往生、脇野田駅（現・上越妙高駅）で約400人が缶詰め状態となる。13日には積雪が二丈五尺に達し、炊き出し用の食糧はもとより村の食糧も逼迫する[1]。
- 1954年（昭和29年）11月1日 - 中頸城郡新井町、矢代村、斐太村、鳥坂村、水上村、泉村、上郷村、平丸村及び和田村の区域のうち、大字柳井田、栗原、月岡及び国賀の区域を合併して、新井市が発足する。
- 1955年（昭和30年）2月1日 - 中頸城郡和田村の区域を分割して、大字上百々及び広島の区域は新井市に、区域の残部は高田市に編入する。